# Țăranii (roman)
Țăranii (în poloneză Chłopi) este un roman din 1904-1909 al scriitorului polonez Władysław Reymont. Format din patru volume: Toamna, Iarna, Primăvara și Vara, el este o epopee a vieții de la sat în toate cele patru anotimpuri ale anului, la fel ca Ion de Liviu Rebreanu.

## Ecranizări
Romanul a fost ecranizat ca un film în 1922, 1973 și 2023, iar un miniserial TV a fost difuzat în 1972.
Adaptarea cinematografică din 1922 a fost regizată de Eugeniusz Modzelewski; toate copiile (chiar și cele incomplete) s-au pierdut în timpul celui de-al Doilea Război Mondial.
Miniserialul TV din 1972 a fost regizat de Jan Rybkowski, care a regizat și adaptarea filmului din 1973.
În 2020 a fost anunțat că va fi lansat un film de animație pentru adulți inspirat din acest roman. Filmul a fost regizat de Dorota Kobiela și, la fel ca filmul ei anterior Cu drag, Van Gogh, folosește o tehnică ce îmbină animația cu pictura în ulei. Premiera mondială a avut loc la Festivalul Internațional de Film de la Toronto la 13 septembrie 2023, în secțiunea Prezentări speciale.